# Universität Busan

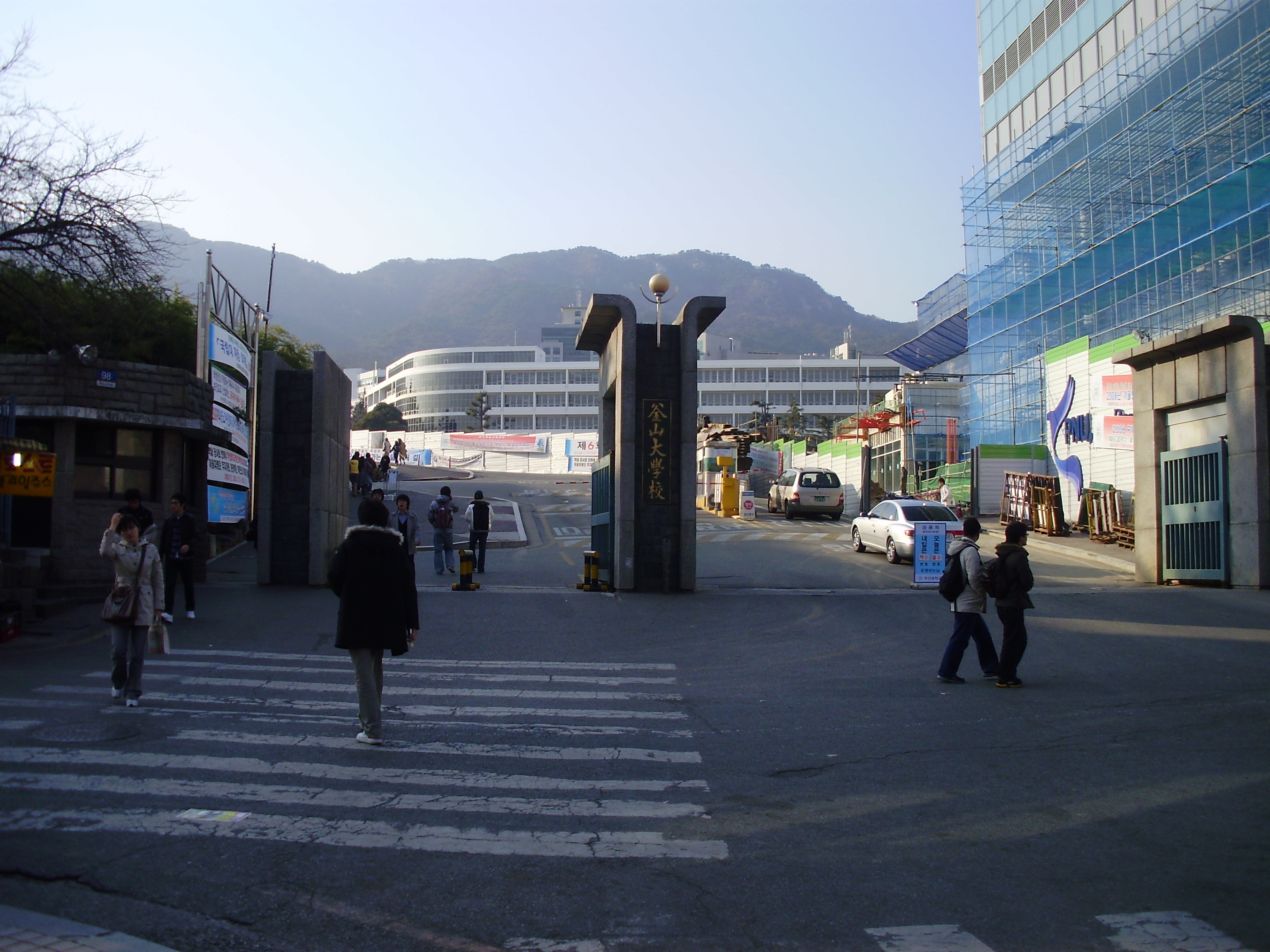
Eingang zum Campus

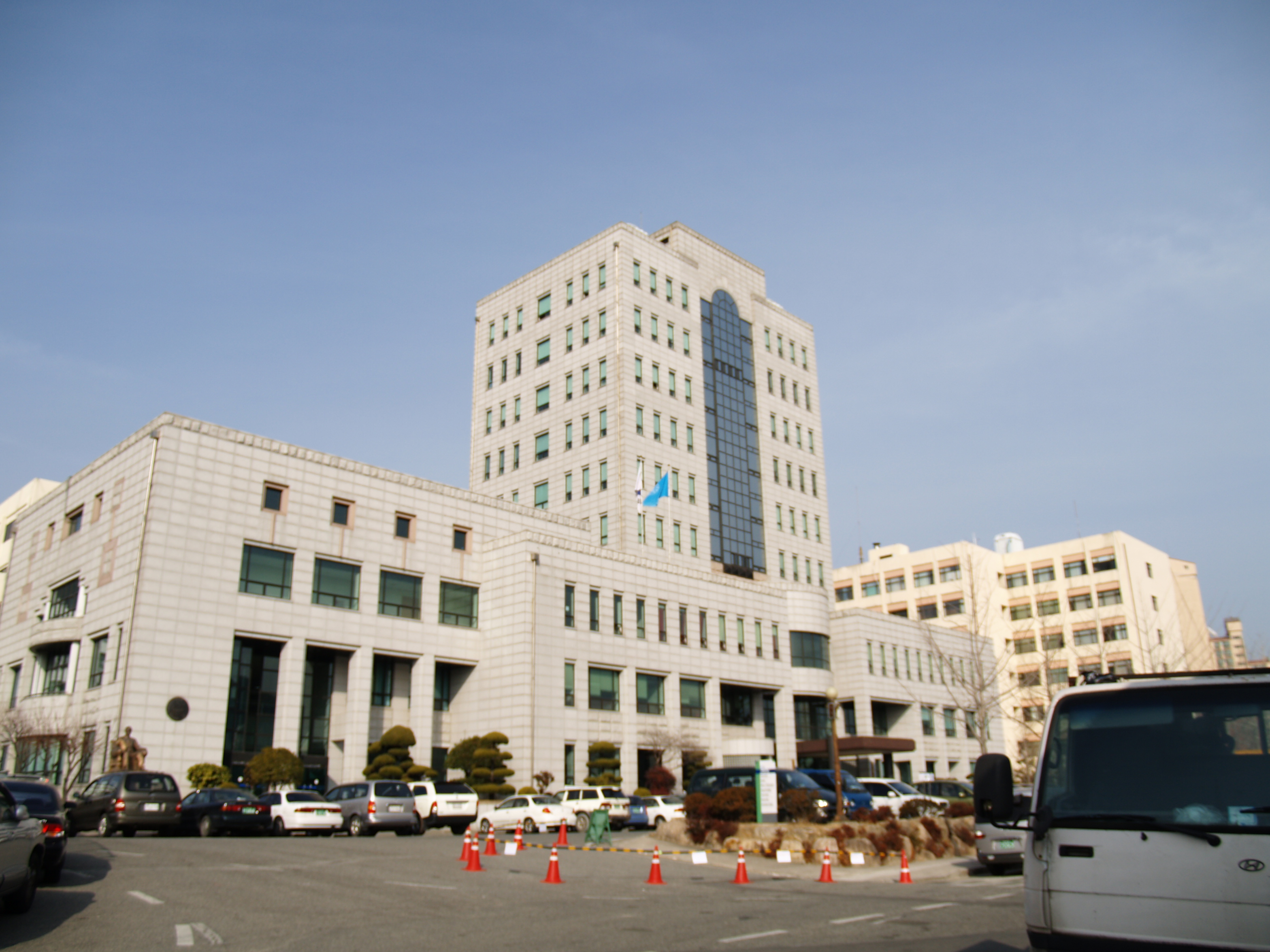
Verwaltungsgebäude

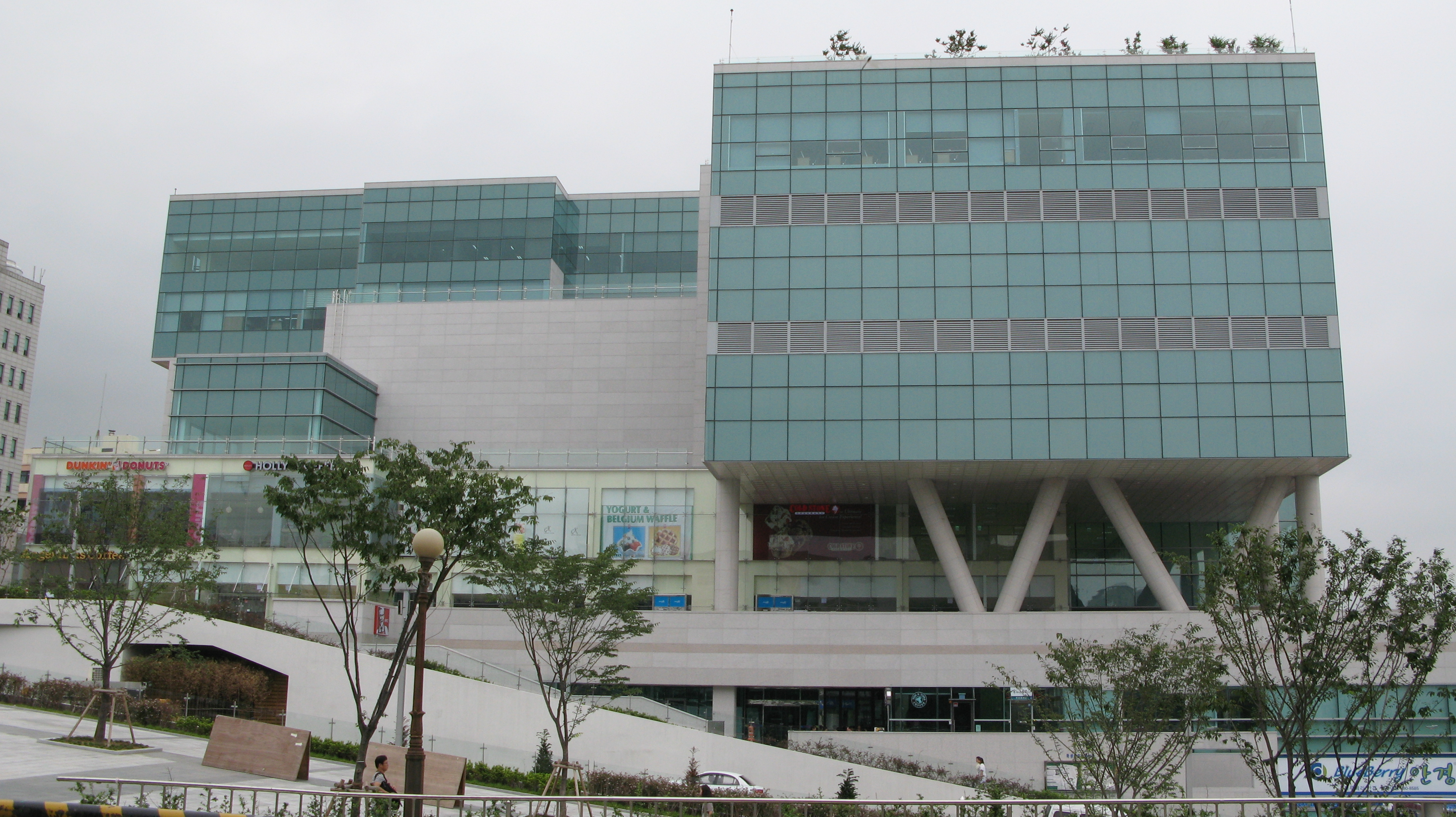
Universitätsgebäude

Die Universität Busan (kor. 부산대학교, Busan Daehakgyo; engl. Pusan National University (PNU)) ist eine der führenden Universitäten in Südkorea. Sie wurde im März 1946, drei Monate vor Gründung der Seoul National University, in Busan gegründet, der zweitgrößten Stadt Südkoreas. Der ursprüngliche Name der Universität war Nationaluniversität Busan (국립 부산 대학교). Seit ihrer Gründung zählt die Hochschule zu den besten in Südkorea. Besonders unter den Universitäten der Provinzstädte gilt sie mit der Kyungpook National University als führend. Die Universität ist nach angelsächsischem Muster in Colleges und Postgraduiertenschulen untergliedert. Der Hauptcampus befindet sich in Busan, zusätzlich gibt es noch zwei weitere Campus in Miryang und Yangsan.

## Grundständiges Studium
- Humanities
- Sozialwissenschaften
- Naturwissenschaften
- Ingenieurwissenschaften
- Rechtswissenschaften
- Erziehungswissenschaften
- Wirtschaftswissenschaften
- Pharmazie
- Medizin
- Zahnmedizin
- Humanökologie
- Kunst
- Nanowissenschaften und -technologie
- Natürliche Ressourcen und Biowissenschaften

## Graduiertenschulen
- Humanities
- Sozialwissenschaften
- Naturwissenschaften
- Ingenieurwissenschaften
- Rechtswissenschaften
- Erziehungswissenschaften
- Wirtschaftswissenschaften
- Koreanische Medizin
- Pharmazie
- Medizin
- Zahnmedizin
- Humanökologie
- Kunst
- Nanowissenschaften und -technologie
- Management
- Öffentliche Verwaltung
- Industrie
- Umweltwissenschaften
- Internationale Studien
- Natürliche Ressourcen und Lebenswissenschaften

## Feierlichkeiten
Liste der Prominenten beim Pusan National University Festival
- 17. Mai – 19. Mai 2022 – Spider, Gewinner
- 17.–18. Mai 2023 – Kim Bum Soo, Oh My Girl / Lee Moo Jin, STAYC
- 28. Mai – 30. Mai 2024 – Cravity, Nam Dong Hyun, Cyberger, Dreamgirls, New Jeans / (G)I-dle, Zico / QWER, Now A Days, SG Wannabe

## Zwischenfälle
Am 18. Februar 2014 starben bei der Semesterfeier zehn Menschen. Unter schwerer Schneelast stürzte das Dach im Auditorium des Manua Ocean Resort in Gyeongju ein. Zum Zeitpunkt der Katastrophe feierten rund 500 Erstsemester-Studenten ihren Studienstart.